# Vierge du Panecillo
La Vierge du Panecillo (en espagnol : Virgen del Panecillo), aussi connue sous le nom de Vierge de Quito d'après la sculpture du même nom, est une statue située à Quito, en Équateur. Elle est située au sommet de la colline d'El Panecillo au cœur de la ville, dans le centre historique de Quito.
Mesurant 41 mètres de haut en incluant le socle, c'est la plus haute statue d'Équateur et l'une des plus hautes d'Amérique du Sud (plus haute que la statue du Christ Rédempteur de Rio de Janeiro). C'est aussi la plus haute statue en aluminium du monde.

## Histoire

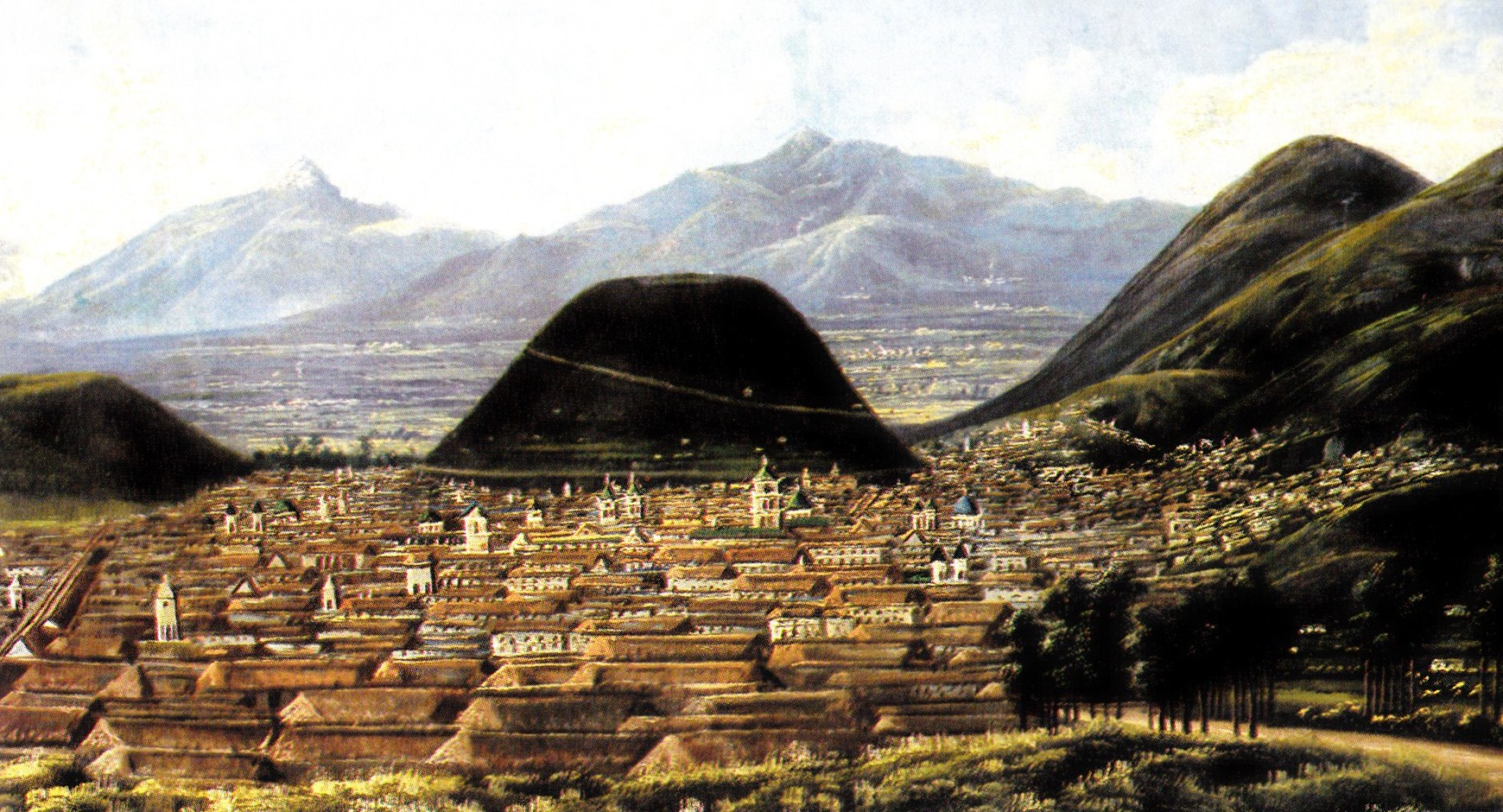
El Panecillo au XIXe siècle. Quito (1889) de Rafael Salas.

L'emplacement de la statue fut décidé dans les années 1950 par les autorités locales et religieuses de la ville. Le sommet de la colline, à 200 mètres d'altitude, étant visible depuis toute la ville, paraissait parfait pour y construire une statue. Après plusieurs années de discussion, il fut décidé que la statue serait une réplique à grande échelle de la Vierge de Quito, une statue de 120 cm sculptée par Bernardo de Legarda en 1734.

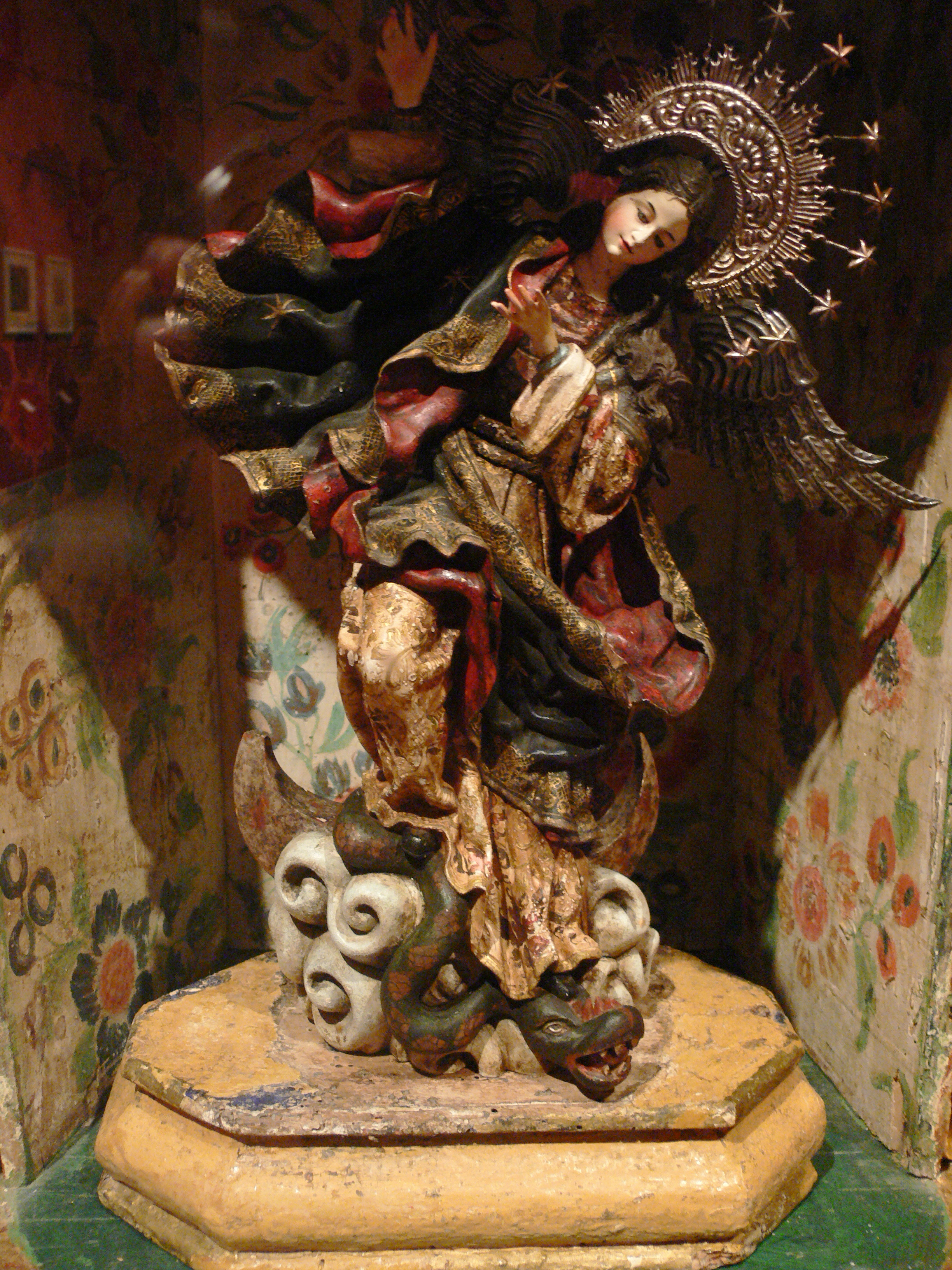
Autel de maison avec la Vierge de Quito (XVIIIe siècle) de Bernardo de Legarda. Bois, polychromie. Musée ethnologique, Berlin.

Conçue et construite par le sculpteur espagnol Agustín de la Herrán Matorras, la statue est composée de 7 400 pièces d'aluminium, dont chacune fut numérotée. La statue fut ensuite démontée, expédiée en Équateur en pièces détachées et assemblée de nouveau sur son socle. La statue a été achevée le 28 mars 1975.